# Over the Hills and Far Away (album)
Pour les articles homonymes, voir Over the Hills and Far Away.
Albums de Nightwish
Wishmaster
(2000) Century Child
(2002)
Over the Hills and Far Away est le premier et le seul EP du groupe finlandais Nightwish, produit en 2001 par Spinefarm Records et Drakkar Records. Le bassiste Sami Vänskä quitte le groupe après l’enregistrement de cet album à la suite d'une divergence d’ordre musical avec Tuomas Holopainen. Il est remplacé par Marco Hietala, bassiste et vocaliste.
Les versions produites par Drakkar et Century Media comportent d’autres titres tirés de l’album live et du DVD From Wishes to Eternity, enregistré à Tampere en Finlande le 29 décembre 2000.
L’EP débute comme no 1 dans les charts finlandais (Suomen virallinen lista) et reste douze semaines parmi les trois premiers, dont quatre à la première place et six à la deuxième. Il figure au classement pendant 49 semaines dont deux en 2004. En 2006, l’EP reçoit un double disque de platine en Finlande. À cette date, il s’est vendu 36 000 copies de Over the Hills and Far Away, ce qui en fait le sixième single le plus vendu de tous les temps en Finlande,. Over the Hills and Far Away figure aussi dans les charts européens (Top 100 en Allemagne, Belgique, Autriche, Hollande et Suisse).
L’EP comprend deux chansons inédites et une reprise, Astral Romance, tirée de l’album Angels Fall First's, chantée par Tony Kakko aux côtés de Tarja Turunen. La chanson éponyme est une reprise du chanteur irlandais et guitariste Gary Moore. C’est également le titre d’une chanson de Led Zeppelin.

## Liste des titres

### VersionSpinefarm Records
| No | Titre                                         | Compositeur       | Durée |
| -- | --------------------------------------------- | ----------------- | ----- |
| 1. | Over the Hills and Far Away                   | Gary Moore        | 5:03  |
| 2. | 10th Man Down (feat. Tapio Wilska)            | Tuomas Holopainen | 5:24  |
| 3. | Away                                          | Tuomas Holopainen | 4:33  |
| 4. | Astral Romance (réédition) (feat. Tony Kakko) | Tuomas Holopainen | 5:22  |

### VersionSpinefarm Records, édition européenne
Cette version est identique à celle de Century Media Records. Elle est vendue en Europe hors Finlande. Elle comprend des titres additionnels (5 à 10) enregistrés à Tampere en Finlande le 29 décembre 2000 et figurant aussi sur le DVD/VHS/CD From Wishes to Eternity.
| No  | Titre                                          | Compositeur                                  | Durée |
| --- | ---------------------------------------------- | -------------------------------------------- | ----- |
| 1.  | Over the Hills and Far Away (feat. Tony Kakko) | Gary Moore                                   | 5:03  |
| 2.  | 10th Man Down (feat. Tapio Wilska)             | Tuomas Holopainen                            | 5:24  |
| 3.  | Away                                           | Tuomas Holopainen                            | 4:33  |
| 4.  | Astral Romance (réédition) (feat. Tony Kakko)  | Tuomas Holopainen                            | 5:22  |
| 5.  | The Kinslayer (Live)                           | Tuomas Holopainen                            | 4:12  |
| 6.  | She is My Sin (Live)                           | Holopainen                                   | 4:44  |
| 7.  | Sacrament of Wilderness (Live)                 | Tuomas Holopainen                            | 5:00  |
| 8.  | Walking in the Air (Live)                      | Howard Blake, arrangements Tuomas Holopainen | 5:10  |
| 9.  | Beauty and the Beast (Live)                    | Tuomas Holopainen                            | 6:40  |
| 10. | Wishmaster (Live)                              | Tuomas Holopainen                            | 5:03  |

### VersionDrakkar Entertainment
Cette version comprend des titres additionnels (5 à 10) enregistrés à Tampere en Finlande le 29 décembre 2000 et figurant aussi sur le DVD/VHS/CD From Wishes to Eternity.
| No  | Titre                                          | Compositeur                                  | Durée |
| --- | ---------------------------------------------- | -------------------------------------------- | ----- |
| 1.  | Over the Hills and Far Away (feat. Tony Kakko) | Gary Moore                                   | 5:00  |
| 2.  | 10th Man Down (feat. Tapio Wilska)             | Tuomas Holopainen                            | 5:20  |
| 3.  | Away                                           | Tuomas Holopainen                            | 4:29  |
| 4.  | Astral Romance (réédition) (feat. Tony Kakko)  | Tuomas Holopainen                            | 5:18  |
| 5.  | The Kinslayer (Live)                           | Tuomas Holopainen                            | 4:12  |
| 6.  | She is My Sin (Live)                           | Holopainen                                   | 4:45  |
| 7.  | Sacrament of Wilderness (Live)                 | Tuomas Holopainen                            | 5:01  |
| 8.  | Walking in the Air (Live)                      | Howard Blake, arrangements Tuomas Holopainen | 5:08  |
| 9.  | Wishmaster (Live)                              | Tuomas Holopainen                            | 5:08  |
| 10. | Deep Silent Complete (Live)                    | Tuomas Holopainen                            | 4:38  |

### Version 2007 Spinefarm réédition Royaume-Uni
| No  | Titre                                          | Compositeur                                  | Durée |
| --- | ---------------------------------------------- | -------------------------------------------- | ----- |
| 1.  | Over the Hills and Far Away (feat. Tony Kakko) | Gary Moore                                   | 5:03  |
| 2.  | 10th Man Down (feat. Tapio Wilska)             | Tuomas Holopainen                            | 5:24  |
| 3.  | Away                                           | Tuomas Holopainen                            | 4:33  |
| 4.  | Astral Romance (réédition) (feat. Tony Kakko)  | Tuomas Holopainen                            | 5:22  |
| 5.  | The Kinslayer (Live)                           | Tuomas Holopainen                            | 4:12  |
| 6.  | She is My Sin (Live)                           | Holopainen                                   | 4:44  |
| 7.  | Sacrament of Wilderness (Live)                 | Tuomas Holopainen                            | 5:01  |
| 8.  | Walking in the Air (Live)                      | Howard Blake, arrangements Tuomas Holopainen | 5:10  |
| 9.  | Beauty and the Beast (Live)                    | Tuomas Holopainen                            | 6:40  |
| 10. | Wishmaster (Live)                              | Tuomas Holopainen                            | 5:08  |
| 11. | 10th Man Down (Live)                           | Tuomas Holopainen                            | 5:31  |
| 12. | Over the Hills and Far Away (Live)             | Gary Moore                                   | 6:00  |
| 13. | Over the Hills and Far Away (Video)            | Gary Moore                                   | 3:53  |